# Julio de la Vega
Julio de la Vega-Hazas Ramírez (ur. 1955 w Vitoria) – hiszpański ksiądz z Prałatury Opus Dei, teolog. autor wielu książek.
Absolwent wydziału prawa. Święcenia kapłańskie przyjął w 1983 r. Doktoryzował się z filozofii. Jest profesorem na wydziale Antropologii Centrum Uniwersyteckiego Villanueva przy Uniwersytecie Complutense w Madrycie oraz profesor teologii moralnej Studium generale Prałatury Opus Dei.

## Publikacje
Jest autorem wielu książek i artykułów z zakresu teologii moralnej. W języku polskim ukazała się książka 
- Prowizje, prezenty czy przekupstwo. Chrześcijanin a nieuczciwe wzbogacanie się, Apostolicum, Ząbki 2003, 128 str. ISBN 83-7031-339-6[5].